# Strada statale 133 di Palau
La strada statale 133 di Palau (SS 133) è una strada statale italiana del nord-est della Sardegna. Il suo percorso si snoda interamente in Gallura.

## Percorso
Ha inizio a Tempio Pausania, dalla strada statale 127 Settentrionale Sarda, e ha un tracciato a tratti pianeggiante e scorrevole, in altri estremamente tortuoso (a esempio in prossimità di Tempio Pausania e poi ancora a Luogosanto); snodandosi verso nord, dopo diversi chilometri, attraversa il territorio comunale di Luogosanto. Prosegue quindi giungendo a Bassacutena, l'unico centro rilevante che si trova sul percorso. È particolarmente apprezzata dai mototuristi, in virtù delle innumerevoli curve e dei paesaggi spettacolari che attraversa.
In località Ponte Liscia (nel comune di Palau) si trova il bivio dove diparte la strada statale 133 bis di Palau; attraversata quindi la località di Capannaccia giunge all'innesto della strada statale 125 Orientale Sarda. Il percorso termina quindi all'interno del centro abitato di Palau.

## Strada statale 133 bis di Palau
La strada statale 133 bis di Palau (SS 133 bis) è una strada statale italiana del nord-est della Sardegna. Collega la strada statale 133 di Palau a Santa Teresa di Gallura.
Ha origine in località Ponte Liscia (nel comune di Palau) dalla SS 133 e si snoda verso nord-ovest attraversando la frazione di Porto Pozzo e giungendo pochi chilometri dopo a Santa Teresa Gallura.

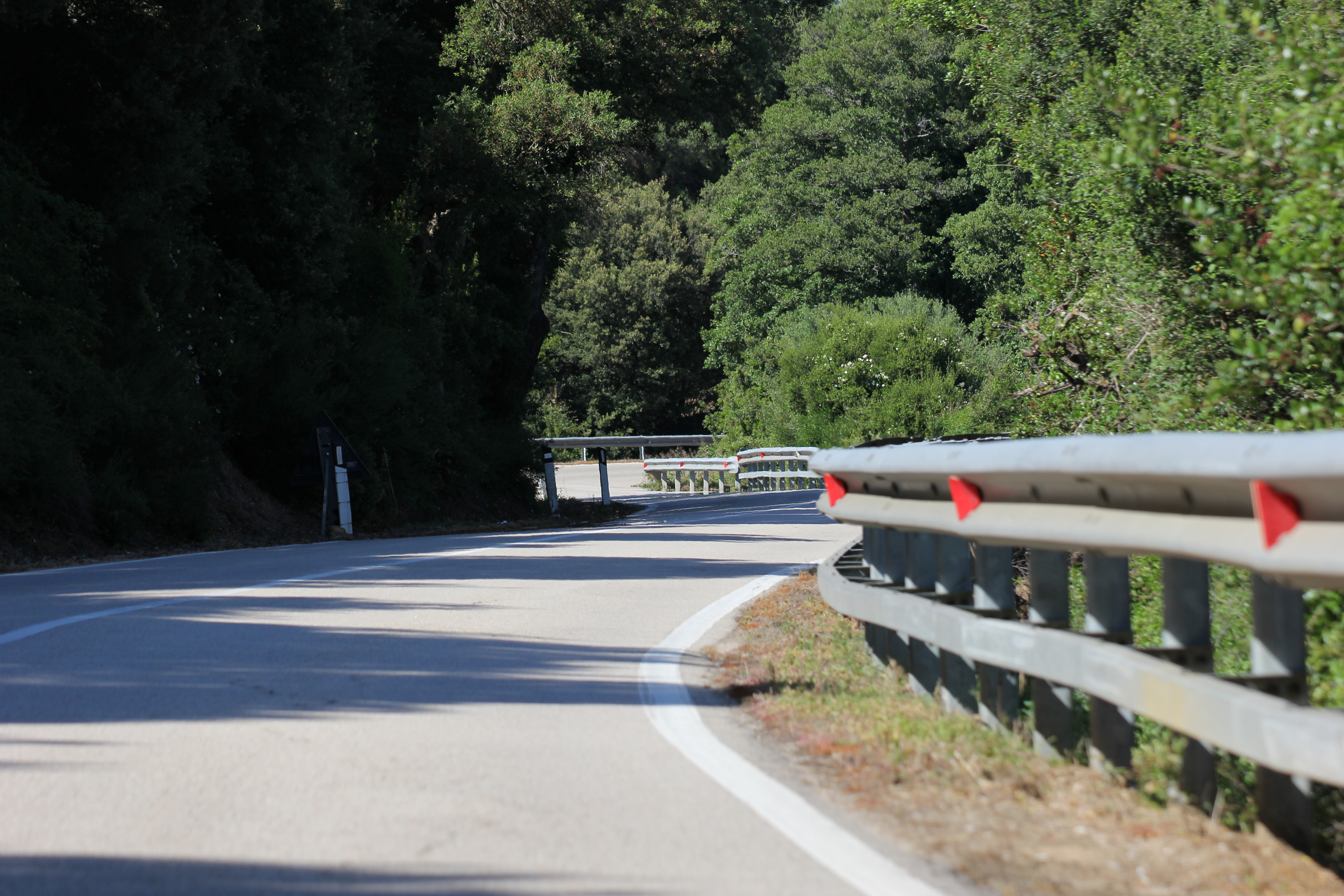
La 133 all'altezza di Luogosanto